# Narragansett
Narragansett /ˌnærəˈɡænsɪt/ (nazwa oznaczająca „Ludzie z małego półwyspu”) – plemię Indian Ameryki Północnej z algonkiańskiej rodziny językowej. Dawniej jedno z silniejszych plemion indiańskich na obszarze południowej Nowej Anglii, zamieszkujące dzisiejszy stan Rhode Island nad brzegami zatoki Narragansett.

## Historia

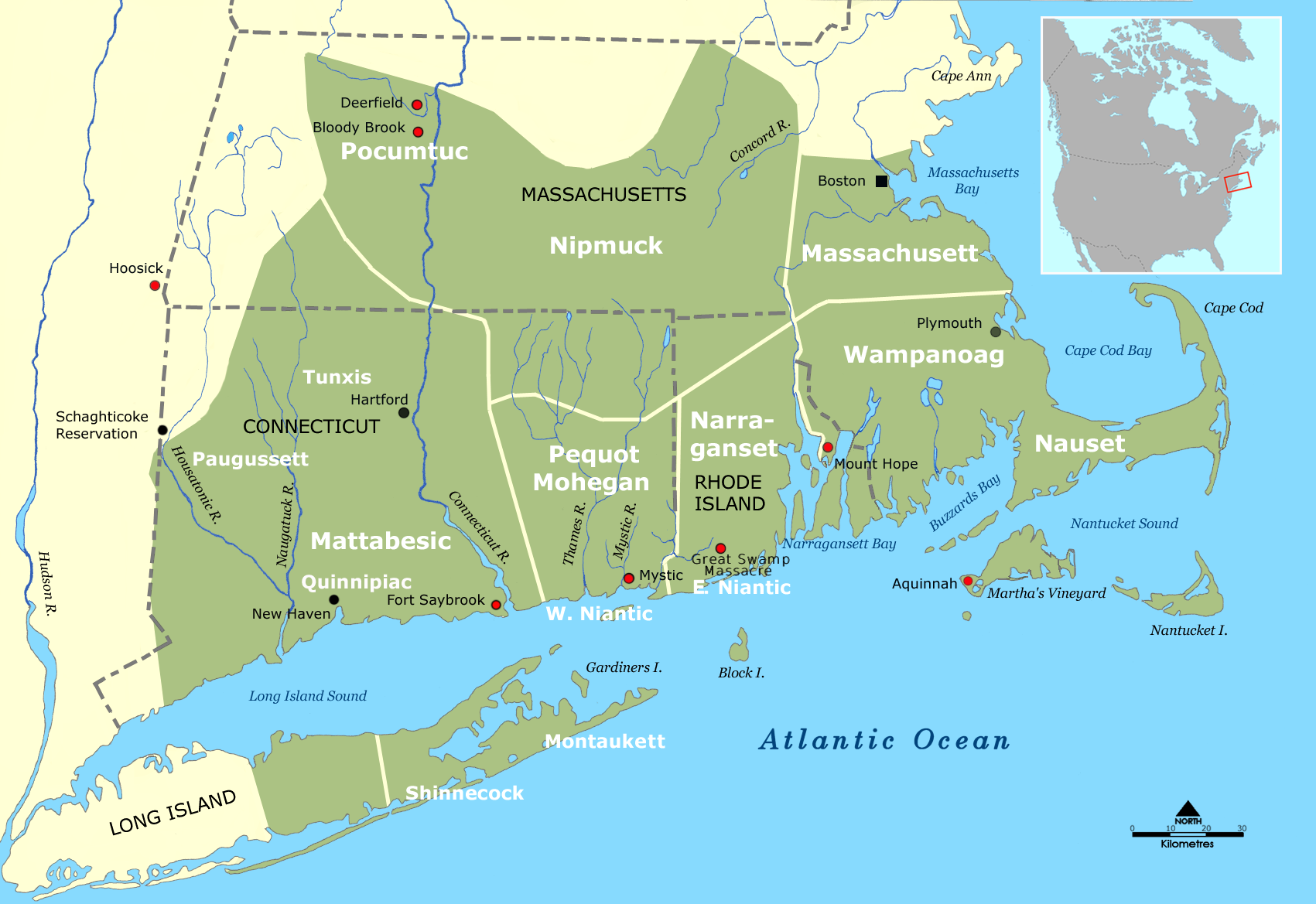
Ziemie Narragansettów i ich sąsiadów ok. 1600 roku.

Na początku XVII wieku byli przyjaźnie usposobieni do angielskich kolonistów i nawet wspierali ich w wojnie z Pekotami. W roku 1636 osiadł między nimi Roger Williams, który położył podwaliny pod kolonię (a następnie stan) Rhode Island. Później Narragansettowie rozpoczęli działania przeciwko sprzymierzonym z Anglikami Moheganom i ponieśli porażkę. Ich wódz, Miantonomo, został zamordowany za rzekome intrygowanie przeciwko białym.
Zachowujące neutralność w pierwszej fazie wojny króla Filipa plemię było jednak podejrzewane o sprzyjanie powstańcom, w tym o udzielanie schronienia i opiekę nad rannymi i chorymi z plemienia Wampanoagów. Dlatego pod koniec 1675 przeciwko Narragansettom wyruszyła licząca ponad 1000 żołnierzy ekspedycja zjednoczonych kolonii Nowej Anglii, która 19 grudnia 1675 zaatakowała główny zimowy ośrodek plemienia na zamarzniętych bagnach w pobliżu dzisiejszego South Kingstown w stanie Rhode Island.
Wspierani przez grupę Indian z plemion Moheganów i Pekotów Anglicy po zaciętej bitwie – nazywanej odtąd bitwą (lub masakrą) na Wielkich Bagnach – zdobyli fort Narragansettów, a w wywołanym przez zwycięzców pożarze zginęło – według różnych źródeł – od 300 do 600 Indian, w większości zaskoczonych ogniem starców, kobiet i dzieci (informacje o ponad 1000 ofiar współcześni historycy uważają za przesadzone).
Straty Anglików w bitwie na Wielkich Bagnach wyniosły 25 zabitych i 150 rannych, zaś kolejnych 30–40 żołnierzy zmarło w ciężkich zimowych warunkach w drodze powrotnej. W wyniku tej dotkliwej porażki ucierpiały znacznie siła militarna i zasoby Narragansettów i to – jedno z najsilniejszych dotąd – plemion Nowej Anglii nie odegrało już znaczącej roli w dalszych wydarzeniach wojny króla Filipa.
Sachem Narragansettów, Canonchet, uważany przez część historyków za równego rangą „królowi Filipowi” (Metacomowi), został schwytany i zamordowany przez Anglików wiosną 1676, a jego głowę dostarczono władzom miasta Hartford.
Od 1906 roku miejsce bitwy na Wielkich Bagnach upamiętnia granitowy obelisk. Pomimo oporu członków plemienia władze stanu Rhode Island w latach 1880–1884 dokonały formalnej „likwidacji” plemienia. Rozproszeni w znacznym stopniu w wyniku postępów kolonizacji i akulturacji członkowie plemienia Narragansettów zachowali jednak kulturową tożsamość i z początkiem XX w. pojęli starania o odrodzenie. Utrzymywali tradycyjne władze plemienne i kontakty między rozproszonymi członkami, organizowali comiesięczne spotkania, kupowali ziemie w rejonie dawnego rezerwatu, a w 1940 wybudowali długi dom służący plemiennym zgromadzeniom i ceremoniom. W 1978 Narragansettowie odzyskali część dawnych ziem plemiennych w Rhode Island, zaś w 1983 ich plemię odzyskało status federalny i liczy obecnie ok. 2400 członków.

## Współczesność
Podobnie jak niektóre inne plemiona w USA, Narragansettowie dbają o tradycje, porządkują listy członków plemienia, zaostrzają kryteria członkowskie, zabiegają o możliwość czerpania zysków z otwarcia kasyna i powiększenie plemiennej bazy terytorialnej. Spór w tej ostatniej sprawie z władzami stanu Rhode Island o 31 akrów ziemi kupionej przez plemię koło Charleston w 2008 dotarł do Sądu Najwyższego USA.
Nazwę plemienia nosi m.in. zatoka, miasto i miejscowość wypoczynkowa Narragansett Pier – wszystkie w stanie Rhode Island.